# Moto armonico
In fisica, il moto armonico è il particolare moto vario descritto da un oscillatore armonico, cioè un sistema meccanico che reagisce ad una perturbazione dell'equilibrio
con una accelerazione di richiamo {\displaystyle a_{x}=d^{2}x/dt^{2}} proporzionale allo spostamento subito {\displaystyle x}. La costante di proporzionalità è sempre negativa e si può quindi intendere, come qualsiasi numero reale negativo, come l'opposto di un quadrato di un altro numero costante {\displaystyle \omega }, detto pulsazione, così indicato in quanto dimensionalmente simile alla velocità angolare. Quindi, l'equazione del moto di un oscillatore armonico è:
{\displaystyle {\frac {d^{2}x}{dt^{2}}}=-\omega ^{2}x}
A livello dinamico, una possibile causa è la forza di Hooke:
{\displaystyle F_{H}=-kx\,}
dove {\displaystyle k} è una costante positiva (detta rigidezza o costante elastica) che risulta, tenendo conto del principio di proporzionalità di Newton, dalla relazione:
{\displaystyle k=m\omega ^{2}}
Se {\displaystyle F_{H}} è la sola forza agente, il sistema è detto oscillatore armonico semplice (o naturale) con equazione del moto uguale a quella succitata: il moto armonico semplice presenta oscillazioni sinusoidali attorno al punto di equilibrio, con ampiezza e frequenza (detta naturale) costante.
Esempi meccanici di oscillatori armonici semplici sono il pendolo semplice (per piccoli angoli di oscillazione) e una massa vincolata a una molla. Tra gli esempi di sistemi analoghi, fuori dalla meccanica,  vi sono i sistemi acustici vibranti, e gli oscillatori armonici elettrici tra cui i circuiti RLC.
Va ricordato che esistono altri tipi di oscillatori anarmonici o non lineari, tra cui riveste particolare importanza quello di Van der Pol. 

## Moto armonico libero semplice

Molla in moto: oscillatore armonico semplice

Moto circolare e moto armonico

Il moto armonico libero semplice è detto anche moto armonico naturale: esso è una oscillazione sinusoidale con pulsazione {\displaystyle \omega }. Tale moto è periodico. La posizione di un corpo che oscilla secondo il moto armonico semplice, con l'origine del sistema di riferimento posizionata nel punto attorno al quale avviene l'oscillazione, può essere descritto attraverso una funzione sinusoidale di ampiezza e fase costanti:
{\displaystyle x(t)=A\cos \left(\omega t+\phi \right)} (legge oraria per moto unidimensionale lungo l'asse {\displaystyle x})
Il periodo dell'oscillazione è {\displaystyle T={\frac {2\pi }{\omega }}} (ovvero l'intervallo di tempo tra due oscillazioni), mentre {\displaystyle A} e {\displaystyle \phi } sono rispettivamente l'ampiezza dell'oscillazione e la costante di fase (che dipendono dalla posizione {\displaystyle x(0)} e velocità iniziale {\displaystyle v_{x}(0)} del moto).
La velocità e l'accelerazione sono rispettivamente la derivata prima e seconda della legge oraria, ovvero:
{\displaystyle v_{x}(t)=-\omega A\operatorname {sen} \left(\omega t+\phi \right)} (derivata prima della legge oraria)
{\displaystyle a_{x}(t)=-\omega ^{2}A\cos \left(\omega t+\phi \right)} (derivata seconda della legge oraria)
Le costanti {\displaystyle A} e {\displaystyle \phi } si determinano imponendo le condizioni iniziali e risolvendo il sistema di equazioni
{\displaystyle x(0)=A\sin \phi \qquad v_{x}(0)=A\omega \cos \phi }
che ammette le soluzioni
{\displaystyle A^{2}=x(0)^{2}+{\frac {v_{x}(0)^{2}}{\omega ^{2}}}\qquad \tan \phi ={\frac {v_{x}(0)}{x(0)\omega }}}
L'energia cinetica {\displaystyle K} del sistema all'istante {\displaystyle t}' è:
{\displaystyle K(t)={\frac {1}{2}}mv_{x}(t)^{2}={\frac {1}{2}}m\omega ^{2}A^{2}\sin ^{2}(\omega t+\phi )={\frac {1}{2}}kA^{2}\sin ^{2}(\omega t+\phi ),}
mentre l'energia potenziale si può scrivere come:
{\displaystyle U(t)={\frac {1}{2}}kx(t)^{2}={\frac {1}{2}}kA^{2}\cos ^{2}(\omega t+\phi ).}
L'energia meccanica totale del sistema è perciò un integrale primo di moto, cioè una sua costante:
{\displaystyle E=K+U={\frac {1}{2}}kA^{2}.}
Il moto armonico semplice può essere generalizzato componendolo in modo multidimensionale: in particolare risulta su una qualunque coppia di assi cartesiani compone il moto circolare uniforme nel piano:
{\displaystyle \left\{{\begin{array}{l}x=-{\frac {a_{x}}{\omega ^{2}}}\\\quad \\y=-{\frac {a_{y}}{\omega ^{2}}}\end{array}}\right.\Rightarrow \left\{{\begin{array}{l}x^{2}={\frac {a_{x}^{2}}{\omega ^{4}}}\\\quad \\y^{2}={\frac {a_{y}^{2}}{\omega ^{4}}}\end{array}}\right.\Rightarrow r^{2}=x^{2}+y^{2}={\frac {a_{x}^{2}+a_{y}^{2}}{\omega ^{4}}}={\frac {a^{2}}{\omega ^{4}}}}
Quest'ultima relazione vale appunto per un moto circolare uniforme (e non per un qualsiasi moto circolare).
In seguito si propone la dimostrazione che lo spazio delle fasi per un moto armonico unidimensionale assume forma ellittica.
Il primo passo è considerarne la legge oraria
{\displaystyle x(t)=Acos(\omega t)}
Derivando questa equazione rispetto al tempo otteniamo l’equazione della velocità:
{\displaystyle v(t)=-A\omega sin(\omega t)}  ; (dove supponiamo che all’istante t = 0 la velocità sia nulla). 
Possiamo ora ricavare l’espressione del tempo in funzione dello spostamento dalla prima equazione
{\displaystyle t(x)={\frac {\arccos({\frac {x}{A}})}{\omega }}}
Inserendo il risultato ottenuto nell’equazione della velocità, osserviamo che
{\displaystyle v(x)=-\omega Asin(\arccos({\frac {x}{A}}))}
Servendosi dell’equazione fondamentale della trigonometria, otteniamo
{\displaystyle v(x)=-\omega A{\sqrt {1-cos^{2}[\arccos({\frac {x}{A}})]}}}
in modo da annullare la funzione goniometrica
{\displaystyle v(x)=-\omega A{\sqrt {1-({\frac {x}{A}})^{2}}}}
Elevando entrambi i membri al quadrato e svolgendo alcuni calcoli di algebra elementare, ci si riconduce alla ben nota equazione dell’ellisse:
{\displaystyle {\frac {x^{2}}{A^{2}}}+{\frac {v^{2}}{\omega ^{2}A^{2}}}=1}

## Moto armonico libero smorzato

Molla sottosmorzata

Il moto armonico libero smorzato è detto anche moto armonico ammortizzato. Nello studio di fenomeni fisici reali i corpi in movimento sono di solito soggetti a smorzamento, di solito direttamente proporzionali alla velocità {\displaystyle F_{S}=-c{\frac {dx}{dt}}} (smorzamento viscoso).
Ponendo {\displaystyle \omega _{S}={c \over m}} e {\displaystyle \omega _{N}={\sqrt {k \over m}}}, abbiamo:
{\displaystyle {\frac {d^{2}x}{dt^{2}}}+\omega _{S}{\frac {dx}{dt}}+\omega _{N}^{2}x=0}
Per ottenere la soluzione di una equazione differenziale lineare è necessario prima di tutto risolvere l'equazione di secondo grado agli autovalori {\displaystyle \lambda } associata:
{\displaystyle \lambda ^{2}+\omega _{S}\lambda +\omega _{N}^{2}=0\ }
ricavando il {\displaystyle \Delta =\omega _{S}^{2}-4\omega _{N}^{2}}
che fornisce le due radici (autovalori):
{\displaystyle \lambda _{1}=-{\omega _{S}-{\sqrt {\Delta }} \over 2}=-{\omega _{S} \over 2}-{1 \over 2}{\sqrt {\omega _{S}^{2}-4\omega _{N}^{2}}}}
{\displaystyle \lambda _{2}=-{\omega _{S}+{\sqrt {\Delta }} \over 2}=-{\omega _{S} \over 2}+{1 \over 2}{\sqrt {\omega _{S}^{2}-4\omega _{N}^{2}}}}
Si noti che entrambe le soluzioni hanno parte reale negativa.
Distinguiamo tre casi:
- sottosmorzamento {\displaystyle \Delta <0}
- smorzamento critico {\displaystyle \Delta =0}
- sovrasmorzamento {\displaystyle \Delta >0}

### Sottosmorzamento Δ < 0
È il caso che si verifica se {\displaystyle \omega _{S}<2\omega _{N}}; il sistema riesce a compiere oscillazioni attorno alla posizione d'equilibrio {\displaystyle x=0}. In effetti in questo caso le radici {\displaystyle \lambda _{1}} e {\displaystyle \lambda _{2}} sono complesse (essendo l'argomento della radice negativo); ciò comporta che la soluzione dell'equazione differenziale contenga un termine con esponenziale complesso, il quale facendo uso dell'identità di Eulero rappresenta un termine "oscillante". Il termine reale della radice, in quanto negativo, si occupa dello smorzamento dell'oscillazione.
Ponendo l'effettiva pulsazione {\displaystyle \omega ={\frac {1}{2}}{\sqrt {4\omega _{N}^{2}-\omega _{S}^{2}}}} si ha come soluzione la legge oraria:
{\displaystyle x(t)=e^{-{\omega _{S} \over 2}t}(A_{1}\cos \omega t+A_{2}\sin \omega t)}
Quindi trattasi palesemente di un'oscillazione di frequenza {\displaystyle \omega  \over 2\pi }, la cui ampiezza diminuisce esponenzialmente nel tempo: si veda anche il grafico.
Si noti ancora che la pulsazione di oscillazione nel caso di piccolo smorzamento è sempre inferiore alla pulsazione naturale, cioè alla quale oscillerebbe il sistema non influenzato dall'attrito viscoso. Questo ha d'altra parte un ovvio significato fisico: la presenza di viscosità rallenta continuamente il movimento dell'oscillatore.

### Smorzamento critico Δ = 0
Si verifica quando {\displaystyle \omega _{S}=2\omega _{N}}; in tal caso poiché {\displaystyle \lambda _{1}=\lambda _{2}} (che diremo semplicemente {\displaystyle \lambda }) la soluzione dell'equazione differenziale del moto fornisce la legge oraria:
{\displaystyle x(t)=(A_{1}+A_{2}t)e^{-{\omega _{S} \over 2}t}}
ed ancora una volta le costanti {\displaystyle A_{1}} e {\displaystyle A_{2}} vanno determinate dalle condizioni iniziali, in analogia col caso di sovrasmorzamento; la legge oraria diventa quindi, imponendo le opportune condizioni iniziali:
{\displaystyle x(t)=\left(x_{0}+v_{0}t+{\omega _{S}x_{0}t \over 2}\right)e^{-{\omega _{S} \over 2}t}}
Come si vede dalla figura il sistema, sebbene sia in grado di dare inizio alla prima oscillazione, la vede smorzarsi completandola solo all'infinito.
{\displaystyle \lim _{t\to \infty }x=0}
È un caso notevole poiché restituisce la massima velocità di smorzamento, e viene come tale utilizzata negli strumenti di misura analogici come i galvanometri.

### Sovrasmorzamento Δ > 0
Si verifica quando {\displaystyle \omega _{S}>2\omega _{N}}; in tal caso la soluzione dell'equazione differenziale del moto fornisce la legge oraria:
{\displaystyle x(t)=A_{1}e^{-|\lambda _{1}|t}+A_{2}e^{-|\lambda _{2}|t}}
Le costanti {\displaystyle A_{1}} e {\displaystyle A_{2}} si determinano imponendo che la soluzione soddisfi le condizioni iniziali
{\displaystyle x(0)=x_{0}\ }
e
{\displaystyle {\dot {x}}(0)=v_{0}}
ovvero che all'istante iniziale il punto si trovi nella posizione di elongazione e con velocità pari a quelle iniziali note. Si ottiene:
{\displaystyle A_{1}={v_{0}+x_{0}|\lambda _{1}| \over |\lambda _{1}|-|\lambda _{2}|}}
{\displaystyle A_{2}={-x_{0}|\lambda _{2}|-v_{0} \over |\lambda _{1}|-|\lambda _{2}|}}
Dal punto di vista fisico questa soluzione indica che lo smorzamento viscoso è tanto alto da impedire qualunque oscillazione del punto attorno alla posizione di equilibrio {\displaystyle x=0}.

## Moto armonico forzato semplice
Il moto armonico forzato semplice è detto anche moto armonico risonante. Si vuole ora dimostrare come una accelerazione con variazione temporale sinusoidale {\displaystyle ~a_{F}=a_{F0}\cos(\omega _{F}t)} provochi un'oscillazione forzata. L'equazione del moto è quindi:
{\displaystyle {\ddot {x}}=a_{F}+a_{H}=a_{F0}\cos(\omega _{F}t)-\omega _{N}^{2}x\quad \rightarrow \quad {\ddot {x}}+\omega _{N}^{2}x=a_{F0}\cos(\omega _{F}t)}
L'ampiezza delle oscillazioni è determinata da:
{\displaystyle A={\frac {a_{F0}}{\omega _{N}^{2}-\omega _{F}^{2}}}}
La forzante influisce attraverso due parametri:
- il cosiddetto spostamento statico, la variazione di ampiezza iniziale che sarebbe il solo se l'accelerazione fosse costantemente aF0:

{\displaystyle A_{N}={\frac {a_{F0}}{\omega _{N}^{2}}}},
- l'amplificazione dinamica, che rappresenta appunto l'incremento relativo subito dallo spostamento statico per effetto della variazione della forza nel tempo.

All'inizio il corpo mantiene la sua frequenza naturale di oscillazione {\displaystyle \omega _{N}}, ma viene progressivamente costretto a seguire la frequenza {\displaystyle \omega _{F}} imposta dalla forza esterna, e acquisisce quindi al ciclo limite ampiezza e legge oraria:
{\displaystyle A_{F}={\frac {a_{F0}}{\omega _{F}^{2}}}},
{\displaystyle x=A\cos(\omega _{F}t)}
sostituendo nell'equazione del moto:
{\displaystyle -A\omega _{F}^{2}\cos(\omega _{F}t)+\omega _{N}^{2}A\cos(\omega _{F}t)=a_{F0}\cos(\omega _{F}t)}
{\displaystyle -A\omega _{F}^{2}+A\omega _{N}^{2}=a_{F0}}
{\displaystyle A\left(\omega _{N}^{2}-\omega _{F}^{2}\right)=a_{F0}} q.e.d.
Da questa relazione è evidente che esistono tre comportamenti anche per il moto forzato, stavolta in base al rapporto fra le frequenze.

### Sottoforzamento
- {\displaystyle \omega _{F}\ll \omega _{N}\quad \Rightarrow \quad A\to A_{N}} (risonanza armonica sfasata: distruttiva decrescente col rapporto)

### Forzamento critico
- {\displaystyle \omega _{F}=\omega _{N}\quad \Rightarrow \quad A\to \infty } (risonanza armonica smorzante)

### Sovraforzamento
- {\displaystyle \omega _{F}\gg \omega _{N}\quad \Rightarrow \quad A\to 0} (risonanza armonica in fase: costruttiva crescente col rapporto)

## Moto armonico forzato smorzato
Il moto armonico forzato smorzato è anche detto moto armonico generico, poiché ne costituisce il caso più generale. Si tratta del caso visto nella sezione precedente con in aggiunta un termine oscillante che dipende sinusoidalmente dal tempo, e fornendo energia al sistema, si oppone al suo ritorno alla posizione di equilibrio {\displaystyle x=0}:
{\displaystyle {\ddot {x}}+\omega _{S}{\dot {x}}+\omega _{N}^{2}x={a_{0F}}\cos(\omega _{F}t)}
Ancora una volta facciamo riferimento alla teoria delle equazioni differenziali del second'ordine per la risoluzione: la seguente è la legge oraria dell'elongazione {\displaystyle x}:
{\displaystyle x(t)=Ae^{-{\omega _{S} \over 2}t}\cos(\omega _{S}t+\phi )+B\cos(\omega _{F}t-\delta )}
dove:
{\displaystyle \delta =\arctan \left({\omega _{S}\omega _{F} \over \omega _{N}^{2}-\omega _{F}^{2}}\right)}
{\displaystyle B={a_{0} \over {\sqrt {(\omega _{N}^{2}-\omega _{F}^{2})^{2}+\omega _{S}^{2}\omega _{F}^{2}}}}}
Si osservi che il moto totale è la somma dei due moti trattati precedentemente: uno oscillante smorzato con una certa pulsazione {\displaystyle \omega _{S}} ed uno forzato di ampiezza {\displaystyle B} e pulsazione {\displaystyle \omega _{F}}.
Il sistema ha dunque un transiente oscillante iniziale che svanisce esponenzialmente col tempo, lasciando il posto ad un'oscillazione pura ad ampiezza costante; questa oscillazione è determinata essenzialmente dalla forza esterna, e presenta uno sfasamento con essa. Se la resistenza viscosa {\displaystyle \omega _{S}} diventa sempre più piccola, l'ampiezza massima {\displaystyle B_{max}} aumenta sempre di più (tendendo all'infinito per {\displaystyle \omega _{S}} che tende a zero). Si parla allora di sfasamento.
La curva di sfasamento a destra (la curva della funzione {\displaystyle \delta \left(\omega _{f}\right)}) mostra che elongazione e accelerazione non sono mai in fase tranne nel caso degenere in cui {\displaystyle \omega _{F}=0} cioè di moto armonico smorzato). Per {\displaystyle \omega _{F}=\omega _{N}} (in risonanza), l'elongazione si dice in quadratura di fase con la forza esterna.

## Sistemi equivalenti
Gli oscillatori armonici si manifestano in una vastità di aree fisiche: qui presentiamo una tavola che mostra le analogie tra quantità proprie di quattro oscillatori armonici meccanici ed elettronici. Perciò se presentano grandezze corrispondenti uguali allora uguali saranno anche i loro comportamenti, cioè frequenza risonante, fattore di smorzamento, ecc.
| Meccanico traslazionale                                                | Meccanico rotazionale                                                               | Circuito RLC in serie                                         | Circuito RLC in parallelo                                                                          |
| ---------------------------------------------------------------------- | ----------------------------------------------------------------------------------- | ------------------------------------------------------------- | -------------------------------------------------------------------------------------------------- |
| Posizione {\displaystyle x}                                            | Angolo {\displaystyle \theta \,\!}                                                  | Carica {\displaystyle q}                                      | Tensione elettrica {\displaystyle {\mathcal {V}}}                                                  |
| Velocità {\displaystyle v={\frac {dx}{dt}}}                            | Velocità angolare {\displaystyle \omega ={\frac {d\theta }{dt}}}                    | Intensità di corrente {\displaystyle i={\frac {dq}{dt}}}      | Variazione della tensione {\displaystyle {\frac {d{\mathcal {V}}}{dt}}}                            |
| Massa {\displaystyle m}                                                | Momento d'inerzia {\displaystyle I}                                                 | Induttanza {\displaystyle L}                                  | Capacitanza {\displaystyle C}                                                                      |
| Costante elastica longitudinale {\displaystyle k}                      | Costante elastica torsionale {\displaystyle k_{\tau }}                              | Elastanza {\displaystyle \Pi =C^{-1}}                         | Dissuadenza {\displaystyle \Lambda =L^{-1}}                                                        |
| Coefficiente di smorzamento {\displaystyle \gamma ={\frac {m}{\tau }}} | Coefficiente di smorzamento rotazionale {\displaystyle \Gamma ={\frac {I}{\tau }}}  | Resistenza {\displaystyle R}                                  | Conduttanza {\displaystyle G}                                                                      |
| Forza guida {\displaystyle F_{(t)}=F_{0}\cos \omega t}                 | Momento guida {\displaystyle M_{(t)}=M_{0}\cos \omega t}                            | Tensione elettrica {\displaystyle {\mathcal {V}}}             | Variazione di corrente {\displaystyle {\frac {di}{dt}}}                                            |
| Frequenza di risonanza non smorzata {\displaystyle f_{n}}:             |                                                                                     |                                                               | |
| {\displaystyle {\frac {1}{2\pi }}{\sqrt {\frac {k}{m}}}}               | {\displaystyle {\frac {1}{2\pi }}{\sqrt {\frac {k_{\tau }}{I}}}}                    | {\displaystyle {\frac {1}{2\pi }}{\sqrt {\frac {1}{LC}}}}     | {\displaystyle {\frac {1}{2\pi }}{\sqrt {\frac {1}{LC}}}}                                          |
| Equazione differenziale:                                               |                                                                                     |                                                               | |
| {\displaystyle m{\ddot {x}}+\gamma {\dot {x}}+kx=F_{(t)}}              | {\displaystyle I{\ddot {\theta }}+\Gamma {\dot {\theta }}+k_{\tau }\theta =M_{(t)}} | {\displaystyle L{\ddot {q}}+R{\dot {q}}+\Pi q={\mathcal {V}}} | {\displaystyle C{\ddot {\mathcal {V}}}+G{\dot {\mathcal {V}}}+\Lambda {\mathcal {V}}={\dot {(i)}}} |